# 니키 항공
니키 항공(독일어: NIKI Luftfahrt GmbH)은 오스트리아의 저비용 항공사로 본사는 빈에 있다. 허브공항은 빈 국제공항이다.

## 역사
- 2003년 : 에어로 로이드 오스트리아를 인수해 저비용 항공사로 설립
- 2003년 11월 28일 : 취항 시작
- 2004년 1월 9일 : 독일의 저비용 항공사인 에어 베를린과 협력을 발표

## 운항 노선
- 2012년 8월 기준으로 니키 항공은 다음과 같은 노선을 운항하고 있다.

## 보유 기종
- 2012년 8월 기준으로 니키 항공은 다음과 같은 기종을 보유하고 있다.[1][2]

## 사진

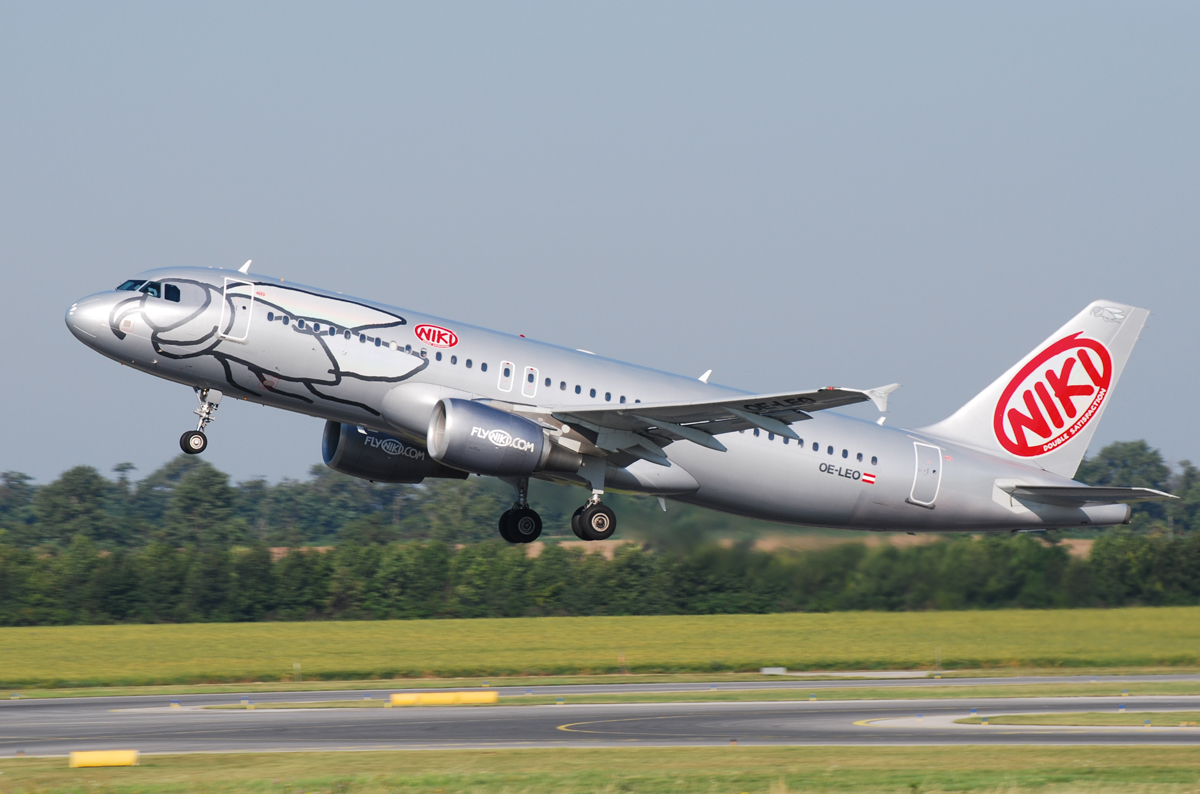
니키 항공의 에어버스 A320-200
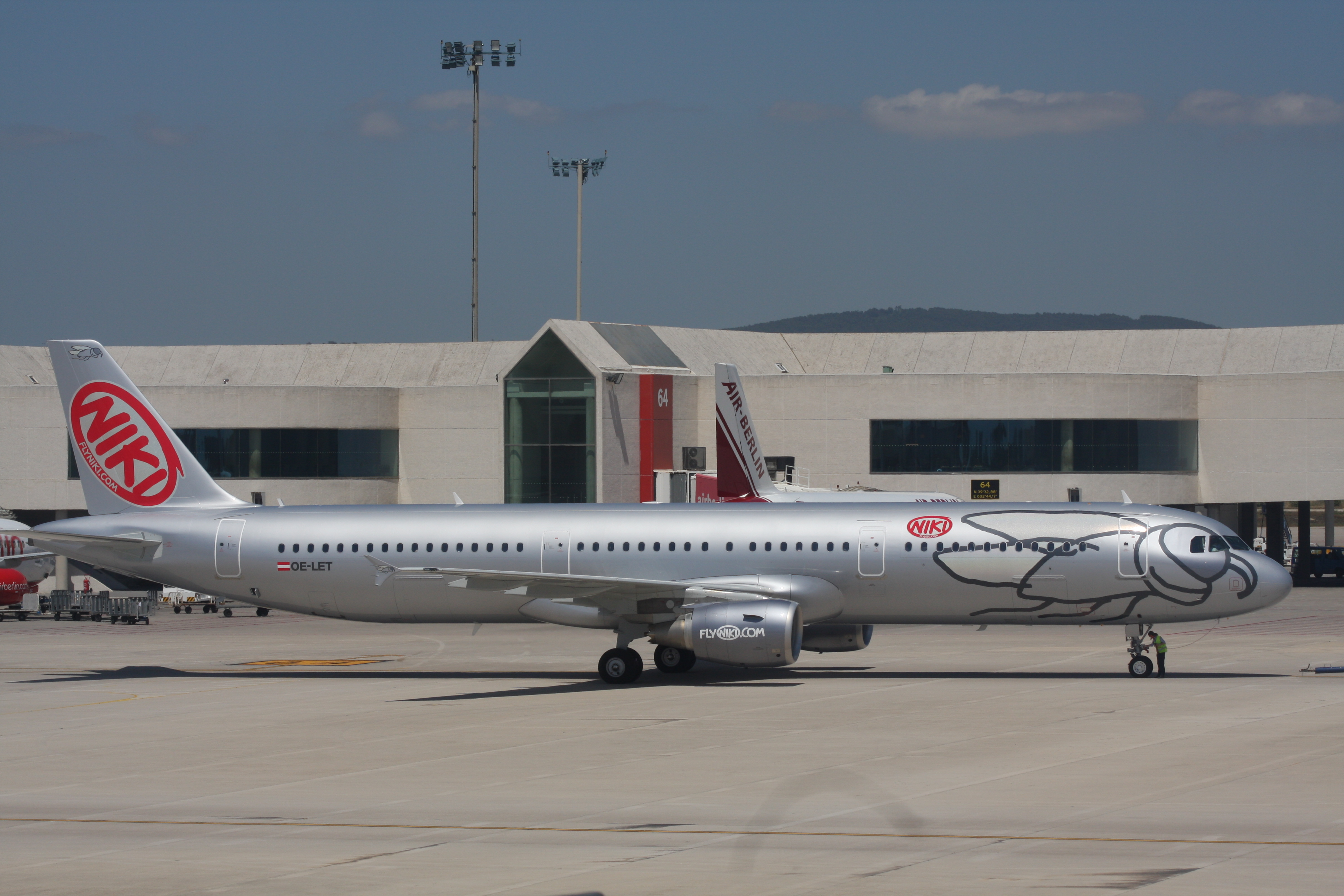
니키 항공의 에어버스 A321-200
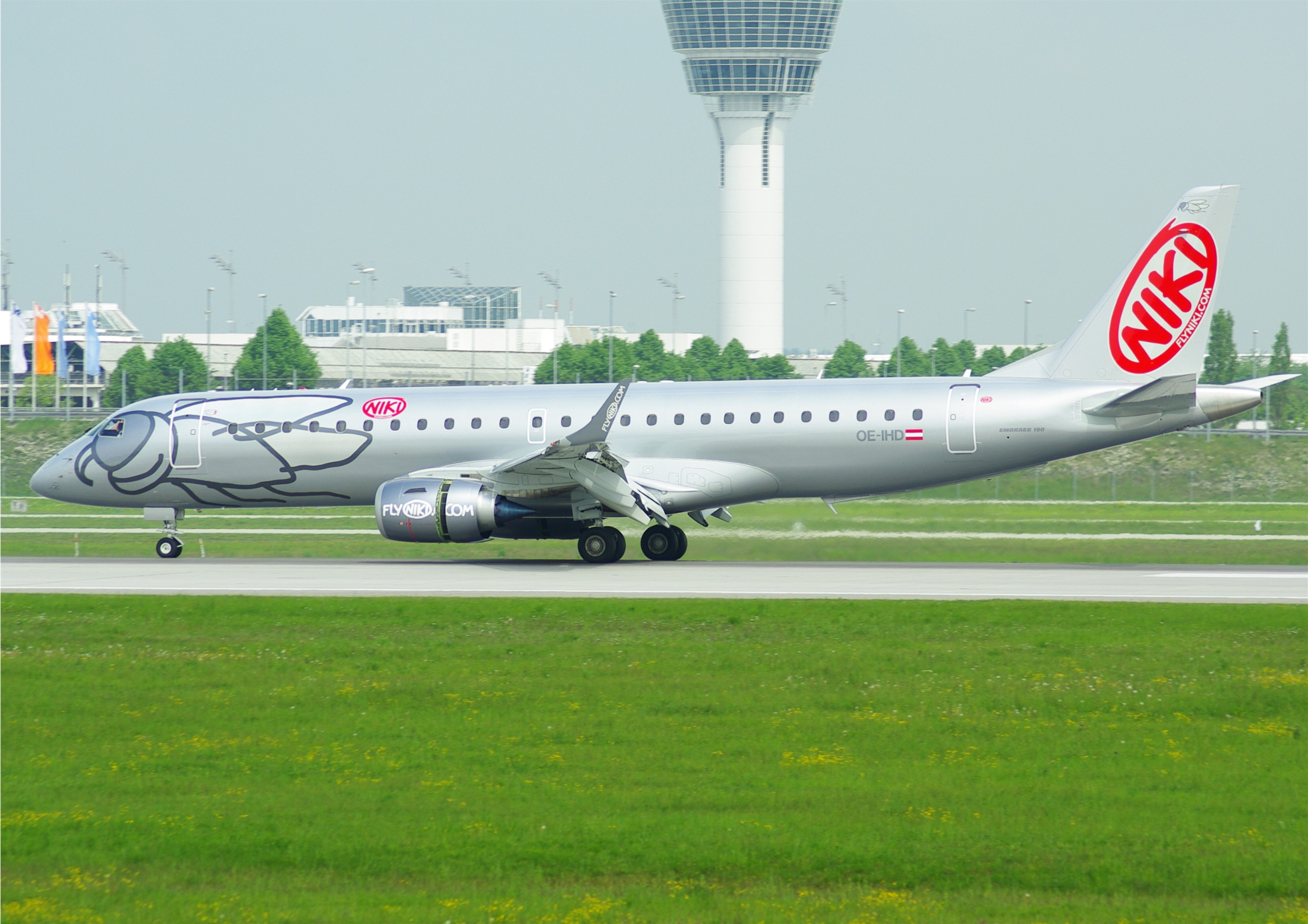
니키 항공의 엠브라에르 E-190